# Günter Schwarz (General)
Günter Schwarz (* 28. April 1949 in Saarbrücken) ist ein Brigadegeneral außer Dienst des Heeres der Bundeswehr.

## Leben

### Ausbildung und erste Verwendungen
Schwarz trat nach dem Abitur 1967 in Saarbrücken 1968 als Offizieranwärter bei der Nachschubausbildungskompanie 7/11 in Altahlen in die Bundeswehr ein und absolvierte die Offizierausbildung zum Offizier des Truppendienstes der Nachschubtruppe in Bremen und München. Von 1971 bis 1977 studierte er Betriebswirtschaftslehre an der Universität Mannheim und wurde Diplom-Kaufmann. Ab 1977 war er Umschlagstaffelführer in der 3. Kompanie des Nachschubbataillons 11 in Delmenhorst und ab 1978 Kompaniechef jener Kompanie.

### Dienst als Stabsoffizier
Von 1979 bis 1981 absolvierte Hollmann den 22. Generalstabslehrgang Heer an der Führungsakademie der Bundeswehr in Hamburg, wo er zum Offizier im Generalstabsdienst ausgebildet wurde. Anschließend war er Abteilungsleiter G4 im Stab der Panzergrenadierbrigade 31 in Oldenburg (Oldb) und wurde 1983 Referent im Führungsstab der Streitkräfte (Fü S) IV 1 im Bundesministerium der Verteidigung (BMVg) in Bonn. Ab 1986 war er G3 der Panzerbrigade 6 in Hofgeismar und ab 1987 Bataillonskommandeur des Nachschubbataillons Sonderwaffen 320 in Herborn, dessen Auftrag der Transport von Kernwaffen im Rahmen der Nuklearen Teilhabe war. 1989 wurde er erneut Referent im Fü S im BMVg, diesmal im Referat I 4 und war ab 1992 Chef des Stabes der 7. Panzerdivision in Unna. 1993 wurde er Referatsleiter Fü S I 4 im BMVg, besuchte 1996 das Royal College of Defence Studies in London und wurde 1997 er kurzzeitig im Heeresunterstützungskommando in Mönchengladbach verwendet.

### Dienst als General
1997 wurde Schwarz Brigadekommandeur der Logistikbrigade 2 in Germersheim. Von Februar bis Juli 2000 war er stellvertretender Kommandeur und Chef des Stabes des Heeresunterstützungskommandos in Koblenz, von Juli 2000 bis April 2001 Beauftragter für die Aufstellung der Streitkräftebasis, von April 2001 bis November 2003 Abteilungsleiter Logistik im Streitkräfteunterstützungskommando in Köln, von Dezember 2003 bis Mai 2006 Leiter des Kompetenzzentrums Modernisierung und ab Mai 2006 Gruppenleiter M I – Kompetenzzentrum Modernisierung im BMVg in Bonn. Zuletzt war vom militärischen Dienst freigestellt, um, als Vorgänger von Winfried Zimmer, die Geschäftsführung der Heeresinstandsetzungslogistik zu leiten. Mit Ablauf des Oktober 2011 wurde Schwarz in den Ruhestand versetzt.

### Auszeichnungen
- Ehrenkreuz der Bundeswehr in Gold
- United States Army Commendation Medal

## Privates
Schwarz ist verheiratet und hat einen Sohn.